# جيرارد بيريجو
جيرارد بيريجو ( يالفرنسية: Girard-Perregaux) هي شركة تصنيع ساعات سويسرية فاخرة تعود أصولها إلى عام 1791.

## نبذة

في عام 1965 ، صمم جيرارد بيريجو أول حركة ميكانيكية عالية التردد.

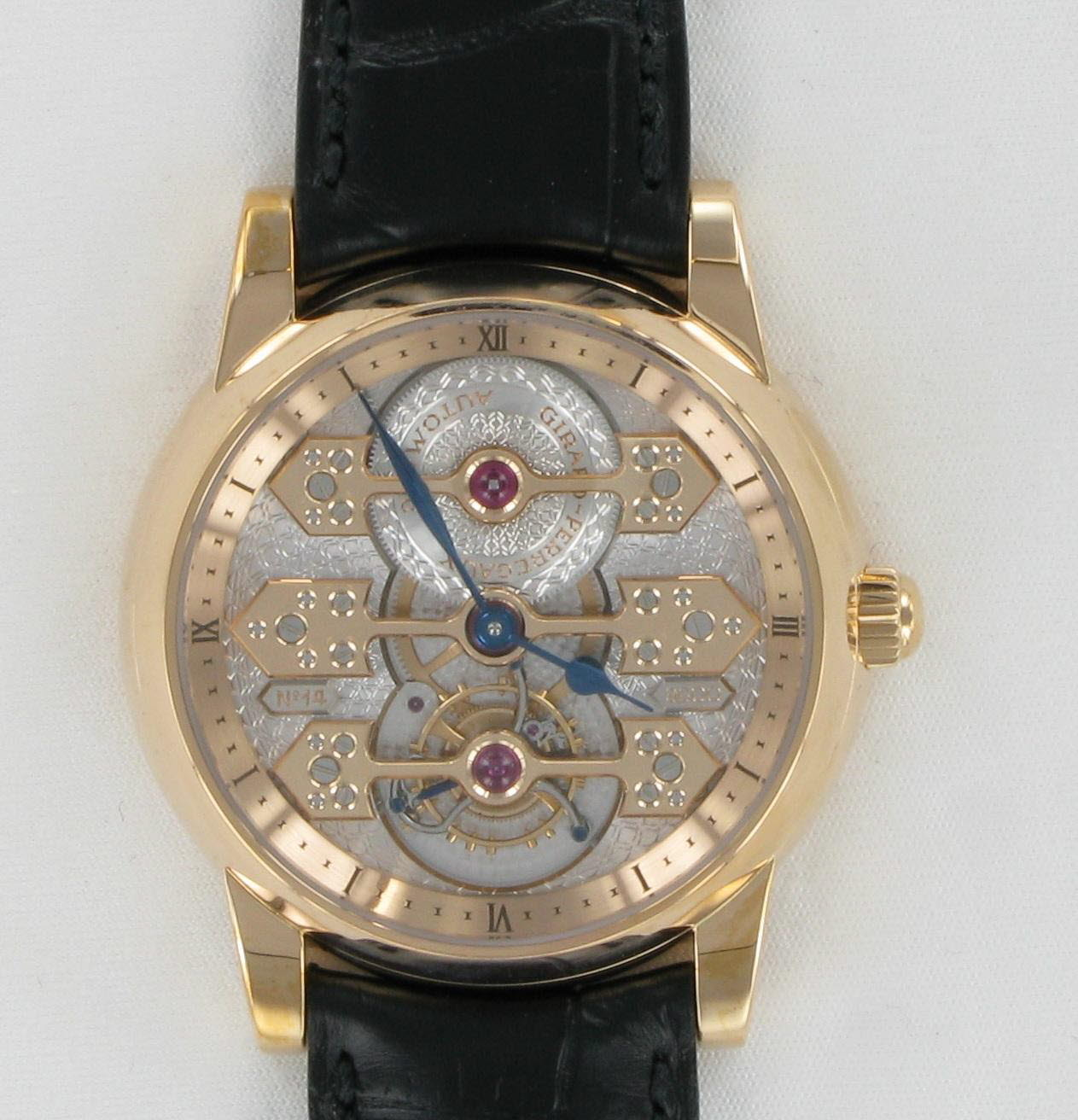
زوبعة مع ثلاثة جسور ذهبية

مقرها الرئيسي في لا شو دو فون (سويسرا) ، فتحت الشركة متحف جيرارد بيريجو بالقرب من مقرها الرئيسي في فيلا مارجريت في عام 1999.

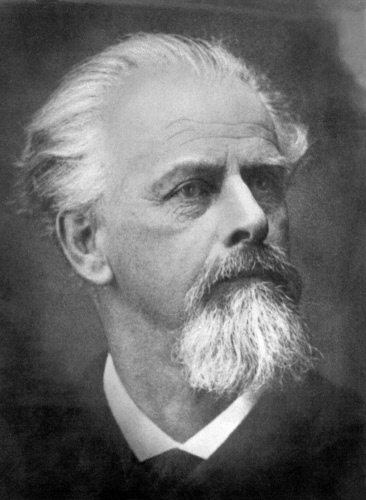
جيرارد كونستانت

## أصحاب بارزين

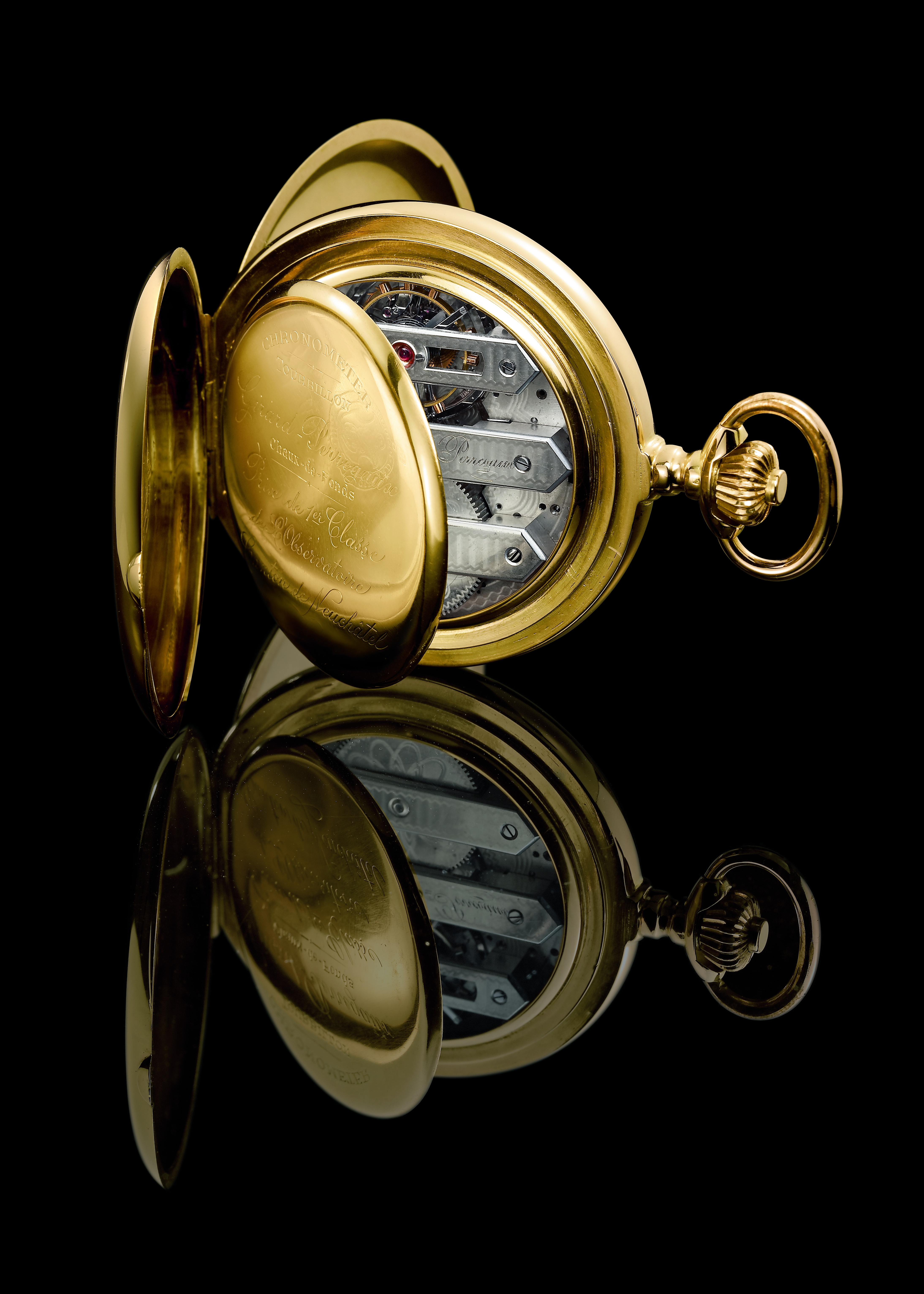
ساعة جيب جيرارد بيريجو الحائزة على جوائز

- كوينتين تارانتينو ، المخرج السينمائي وكاتب السيناريو الأمريكي [4] [5]
- كوبي براينت ، لاعب كرة السلة الأمريكي [6]
- بيرس بروسنان ، ممثل أيرلندي أمريكي [7]
- هيو جاكمان ، ممثل أسترالي [8] [9]
- نيكولا ساركوزي ، الرئيس الثالث والعشرون لفرنسا [10] [11]
- فاروق مصر ملك مصر [12]
- الملكة فيكتوريا ، ملكة المملكة المتحدة [13] [14]